# Trigeminale Wahrnehmung
Unter Trigeminaler Wahrnehmung versteht man die Perzeption von Sinnesreizen, die über den Nervus trigeminus vermittelt werden.

## Anatomie

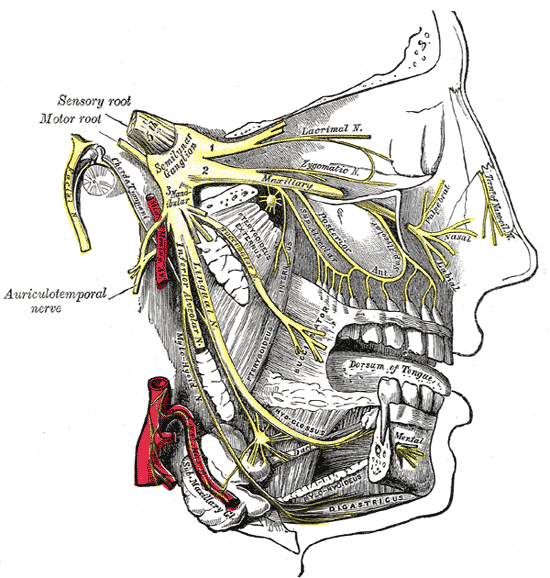
Anatomische Darstellung des Ganglion trigeminale (Ganglion semilunare) und der drei Äste des Nervus trigeminus:
V1 = Nervus ophthalmicus,
V2 = Nervus maxillaris,
V3 = Nervus mandibularis.

Der Drillingsnerv Nervus trigeminus ist der fünfte Hirnnerv. Im Ganglion trigeminale liegen die Zellkörper seiner sensiblen Nervenfasern. Der Nervus trigeminus teilt sich in drei Hauptäste. Der Nervus ophthalmicus versorgt Stirn, die Nase, Augenhöhle und Augen, Nasenhöhle und die oberen Nasennebenhöhlen, obere Nasenscheidewand sensibel innerviert. Der zweite Trigeminus-Ast, der Oberkiefernerv (Nervus maxillaris), versorgt Schläfe, Jochbein, den Großteil der Nasenhöhle und des Gaumens und den Oberkiefer einschließlich der Oberkieferzähne. Der dritte Ast, der Unterkiefernerv (Nervus mandibularis), innerviert die Ohrregion, die Wangen, Mundschleimhaut, die vorderen beiden Drittel der Zunge, den Unterkiefer samt Zähnen, Kinn und Unterlippe.

## Physiologie
Über den Nervus trigeminus werden Berührungsreize, Schmerz- und Temperaturempfindung sowie die Propriozeption vermittelt. Dem Nervus trigeminus sind keine spezifischen Sinneszellen zuzuordnen. Die Reizaufnahme findet in den freien Nervenendungen, die auf chemische Stimuli reagieren, statt. In den Pilzpapillen der Zungenoberfläche befinden sich dreimal mehr Verbindungen zum Trigeminus als zu Fasern des Geschmacksystems.
Es wird heute angenommen, dass man über den Nervus trigeminus hauptsächlich Eigenschaften wie brennend, scharf, adstringierend, prickelnd, beißend, brenzelig, stechend, kühlend (generell irritative Eigenschaften) wahrnimmt. Die Chemosensoren des Trigeminus haben primär eine Schutzfunktion vor der Einatmung potentiell toxischer Gase. Die meisten Duftstoffe reizen sowohl die Nervenendigungen des eigentlichen Riechnervs als auch die des Nervus trigeminus. Letzteres spielt vor allem eine Rolle für das räumliche Riechen. Lediglich Vanillin und Caprinsäure rufen keine trigeminale Reizung hervor, CO2 als einziges keine des Riechnervens. Das Riechsystem ist dabei sensitiver, reagiert also schon auf geringere Duftmolekülmengen. Die trigeminale Wahrnehmung summiert sich aber schnell auf und dominiert dann gegenüber der olfaktorischen.